# Шефір Борис Нахманович
Борис Нахманович Шефір (14 травня 1960, Кривий Ріг) — сценарист і продюсер, шеф-редактор і автор «Студії Квартал-95».

## Біографія
Народився 14 травня 1960 року в Кривому Розі, мати — Маргарита Борисівна Шефір (нар. 23 лютого 1937), батько винахідник Нахман Мейлахович Шефір.
Закінчив Криворізький гірничорудний інститут, за фахом підземна механіка.
Писав разом з братом Сергієм Шефіром для команд КВН: «Мінськ», «Махачкалинские бродяги», «Запоріжжя-Кривий Ріг-Транзит» (Чемпіон СНД), «95-й квартал», «Збірна XX століття», «Збірна XXI століття». Редактор «Планета КВН», ліг «АМіК». Співавтор телепроєктів: «Срібна калоша», «За двома зайцями», «Три мушкетери», «Їсти подано» і ін. Грав у командах «Криворізька шпана» і «Запоріжжя-Кривий Ріг-Транзит».

## Особисте життя
Дружина Шефір Олена Валентинівна, донька Маргарита Шефір.

## Фільмографія
сценарист
- 2005 — Їсти подано! (Україна)
- 2006 — Професор у законі (Україна)
- 2010 — Новорічні свати (Україна)
- 2011 — Легенда. Людмила Гурченко (Україна)

продюсер
- 2008 — Свати (Україна)
- 2009 — Чудо (Україна)
- 2009 — Свати 2 (Україна)
- 2009 — Свати 3 (Україна)
- 2009 — Як козаки … (Україна)
- 2010 — Свати 4 (Україна)
- 2010 — Новорічні свати (Україна)
- 2011 — Свати 5 (Україна)
- 2011 — Я буду поруч
- 2012 — Ржевський проти Наполеона